# Johanneshov

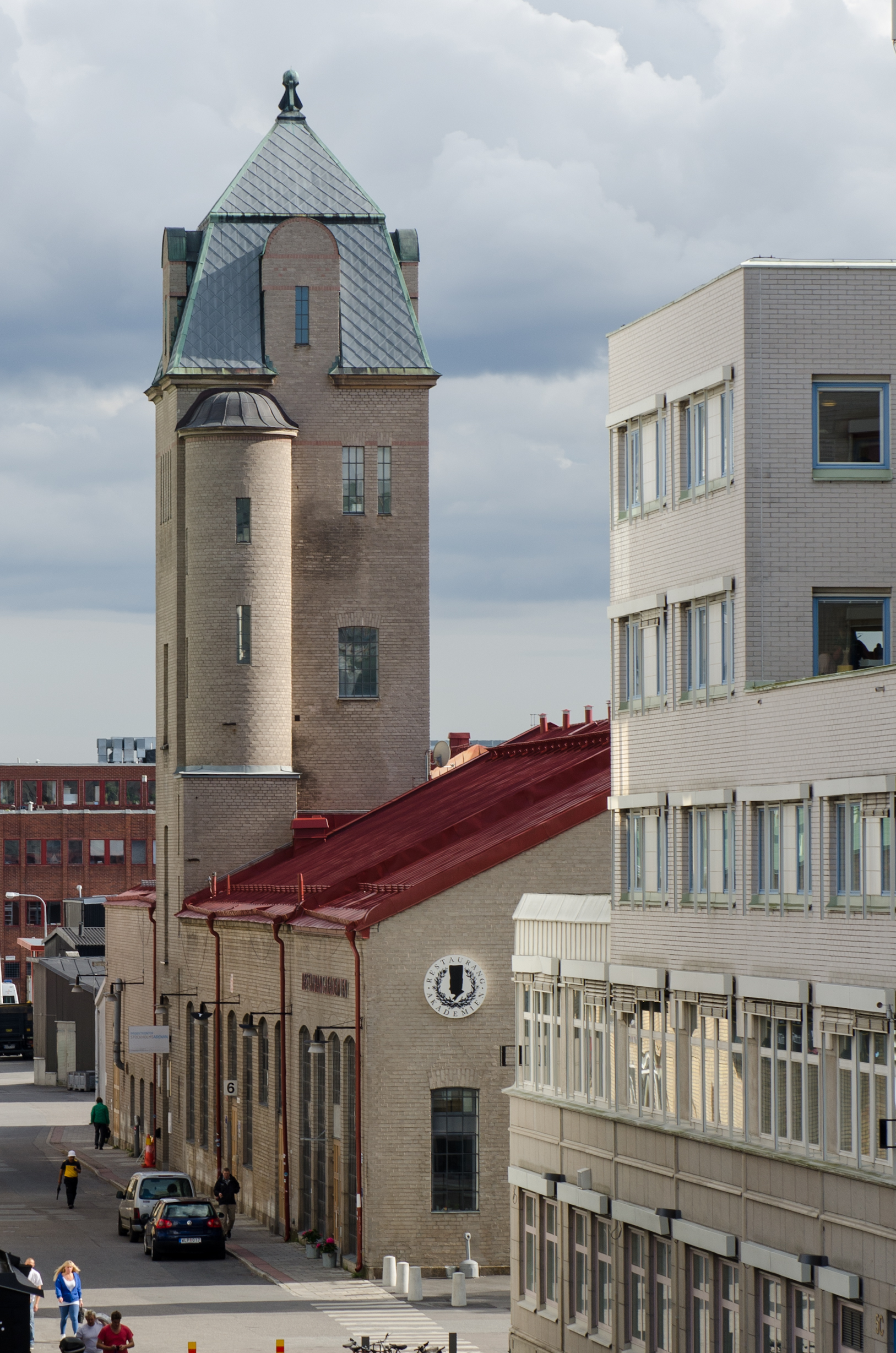
Il centro abitato

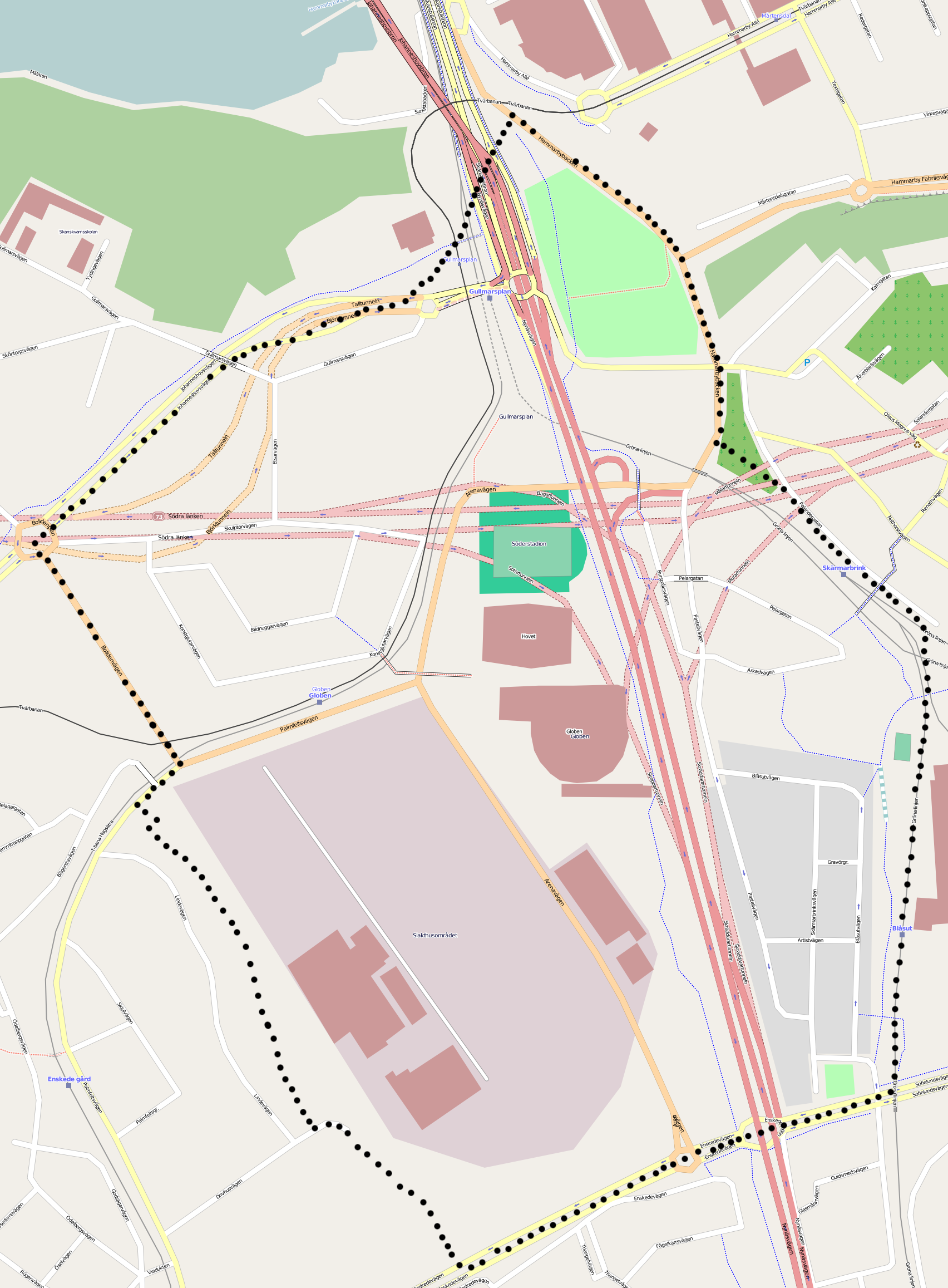
Pianta del quartiere di Johanneshov

Johanneshov è un distretto nella zona meridionale della città di Stoccolma, in Svezia. Si trova all'intersezione tra due arterie autostradali, la strada nazionale 73 e la strada nazionale 75 (o Södra länken).
È collegato all'isola di Södermalm mediante il Skanstullsbron.
Vi si trova la Stockholm Globe City, con numerosi impianti tra cui l'Ericsson Globe e la 3Arena, impianto calcistico che ospita le partite casalinghe di due delle più importanti squadre cittadine, Djurgården e Hammarby.